# Eumathes canus
Eumathes canus är en skalbaggsart som först beskrevs av Ernst Friedrich Germar 1824.  Eumathes canus ingår i släktet Eumathes och familjen långhorningar. Inga underarter finns listade i Catalogue of Life.